# Internationale Filmfestspiele von Venedig 1998
Die 55. Internationalen Filmfestspiele von Venedig fanden vom 3. bis zum 13. September 1998 statt.
Für den Wettbewerb wurde folgende Jury berufen: Ettore Scola (Jurypräsident), Héctor Babenco, Šarūnas Bartas, Kathryn Bigelow, Reinhard Hauff, Danièle Heymann, Ismail Merchant, Luis Sepúlveda und Tilda Swinton.

## Wettbewerb
Am Wettbewerb des Festivals nahmen folgende Filme teil:
| Filmtitel                      | Regisseur           | Produktionsland                                                     | Darsteller (Auswahl)                                     |
| ------------------------------ | ------------------- | ------------------------------------------------------------------- | -------------------------------------------------------- |
| L’albero delle pere            | Francesca Archibugi | Italien                                                             | Valeria Golino, Niccolò Senni, Sergio Rubini             |
| Bulworth                       | Warren Beatty       | USA                                                                 | Warren Beatty, Halle Berry, Sean Astin                   |
| Herbstgeschichte               | Éric Rohmer         | Frankreich                                                          | Marie Rivière, Béatrice Romand                           |
| Hilary & Jackie                | Anand Tucker        | UK                                                                  | Emily Watson, Rachel Griffiths, James Frain              |
| Hurlyburly                     | Anthony Drazan      | USA                                                                 | Sean Penn, Kevin Spacey, Robin Wright                    |
| Die Gärten Eden                | Alessandro D’Alatri | Italien                                                             | Kim Rossi Stewart, Boris Terral, Kassandra Voyagis       |
| Der letzte Vorhang             | Pino Solanas        | Frankreich, Argentinien                                             | Eduardo Pavlovsky, Ângela Correa                         |
| Die Liebenden des Polarkreises | Julio Medem         | Spanien, Frankreich                                                 | Najwa Nimri, Fele Martínez                               |
| Lola rennt                     | Tom Tykwer          | Deutschland                                                         | Franka Potente, Moritz Bleibtreu, Herbert Knaup          |
| New Rose Hotel                 | Abel Ferrara        | USA                                                                 | Christopher Walken, Willem Dafoe, Asia Argento           |
| I piccoli maestri              | Daniele Luchetti    | Italien                                                             | Stefano Accorsi, Stefania Montorsi, Giorgio Pasotti      |
| Place Vendôme                  | Nicole Garcia       | Frankreich                                                          | Catherine Deneuve, Jean-Pierre Bacri, Emmanuelle Seigner |
| Rounders                       | John Dahl           | USA                                                                 | Matt Damon, Edward Norton, John Turturro                 |
| Schwarze Katze, weißer Kater   | Emir Kusturica      | Frankreich, Deutschland, Jugoslawien, Österreich, Griechenland, USA | Bajram Severdžan, Branka Katić, Miki Manojlović          |
| So haben wir gelacht*          | Gianni Amelio       | Italien                                                             | Francesco Giuffrida, Enrico Lo Verso                     |
| Die Stille                     | Mohsen Makhmalbaf   | Iran, Frankreich                                                    |                                                          |
| Tanz in die Freiheit           | Pat O’Connor        | Irland, UK, USA                                                     | Meryl Streep, Michael Gambon, Catherine McCormack        |
| Terminus paradis               | Lucian Pintilie     | Frankreich, Rumänien                                                | Costel Cașcaval, Dorina Chiriac                          |
| Tráfico                        | João Botelho        | Portugal, Frankreich, Dänemark                                      | Joaquim Oliveira, Rita Blanco                            |
| Voleur de vie                  | Yves Angelo         | Frankreich                                                          | Emmanuelle Béart, Sandrine Bonnaire                      |

* = Goldener Löwe

## Preisträger

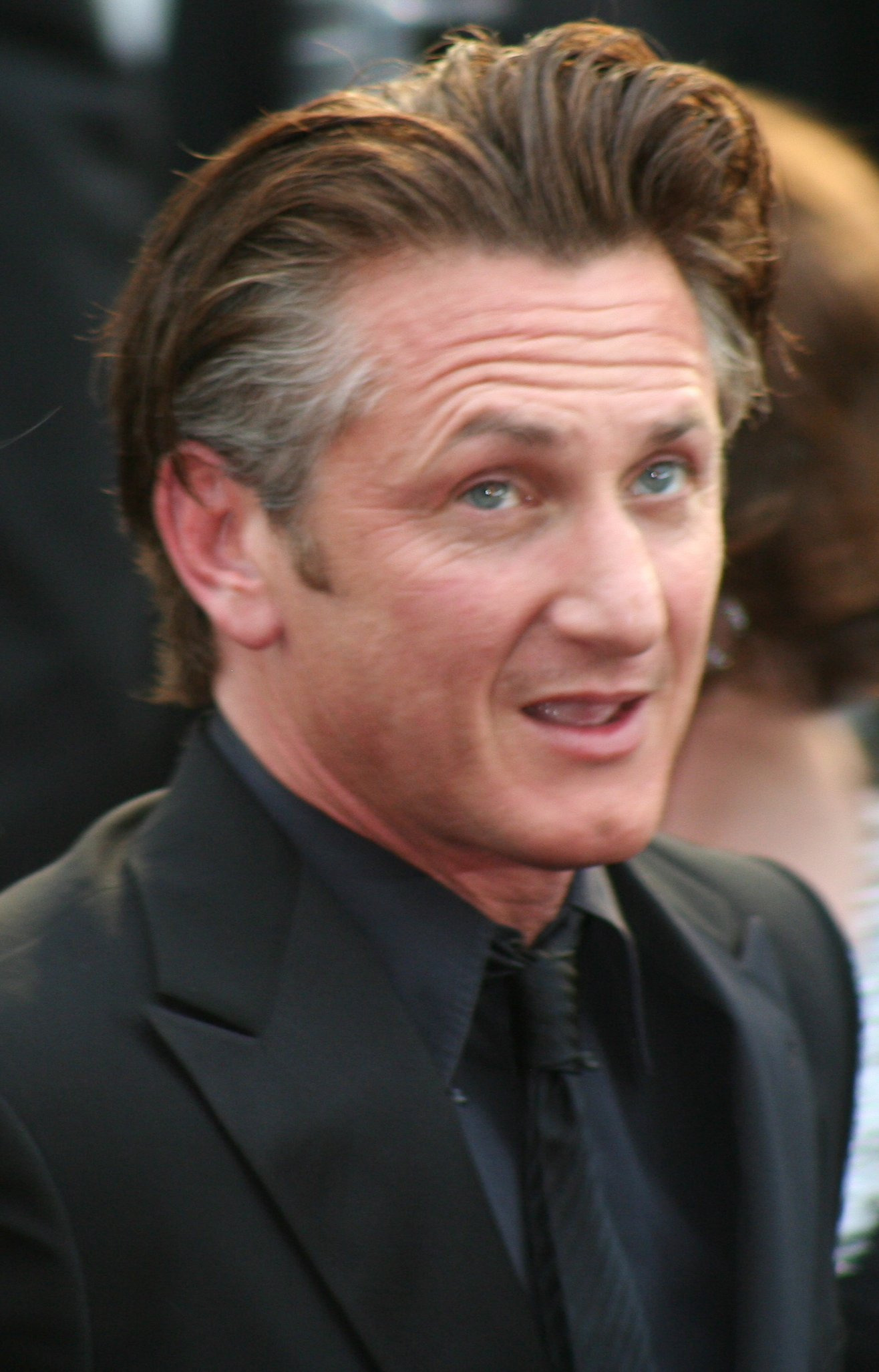
Sean Penn gewann in diesem Jahr den Darstellerpreis

| Preis                                                   | Film                         | Preisträger                                |
| ------------------------------------------------------- | ---------------------------- | ------------------------------------------ |
| Goldener Löwe (bester Film)                             | So haben wir gelacht         | Gianni Amelio                              |
| Spezialpreis der Jury                                   | Terminus paradis             | Lucian Pintilie                            |
| Coppa Volpi (bester Darsteller)                         | Hurlyburly                   | Sean Penn                                  |
| Coppa Volpi (beste Darstellerin)                        | Place Vendôme                | Catherine Deneuve                          |
| Regiepreis                                              | Schwarze Katze, weißer Kater | Emir Kusturica                             |
| Drehbuchpreis                                           | Herbstgeschichte             | Éric Rohmer                                |
| Marcello-Mastroianni-Preis (bester Nachwuchsdarsteller) | L’albero delle pere          | Niccolò Senni                              |
| Leone Speciale für ihr Lebenswerk                       |                              | Warren Beatty, Sophia Loren, Andrzej Wajda |

## Weitere Preise
- FIPRESCI-Preis: Das Pulverfass von Goran Paskaljević (Bester Film), Zug des Lebens von Radu Mihăileanu (Bester Debütfilm)
- OCIC Award: L’albero delle pere von Francesca Archibugi